# Lophops carinata
Lophops carinata är en insektsart som först beskrevs av Kirby 1891.  Lophops carinata ingår i släktet Lophops och familjen Lophopidae. Inga underarter finns listade i Catalogue of Life.